# TuS Steißlingen
Der Turn- und Sportverein Steißlingen e. V., kurz TuS Steißlingen, ist ein Mehrspartensportverein aus der Gemeinde Steißlingen im Landkreis Konstanz in Baden-Württemberg.

## Geschichte
Am 1. April 1907 wurde der Turnverein Steißlingen gegründet, 1946 kam es zur Umbenennung in VfR Steißlingen und 1950 wurde schließlich der Name TuS Steißlingen angenommen, so wie er bis heute im Vereinsregister geführt wird. Die im Juni 1949 gegründete Fußballabteilung machte sich 1976 als FC Steißlingen selbständig. Im Jahr 1974 wurde die Seeblickhalle gebaut und 1995 die Sporthalle im Mindlestal, in der die sportlichen Aktivitäten noch besser umgesetzt werden können. Der TuS Steißlingen bietet u. a. die Sportarten Aerobic, Badminton Turnen, Leichtathletik, Volleyball, Wandern, Bergsteigen, Klettern und Handball an.

## Handball
Die 1930 gegründete Handballabteilung nimmt mit 2 Frauenteams, 2 Männermannschaften und 13 Nachwuchsmannschaften am Spielbetrieb des „Südbadischen Handballverbandes“ teil. Dazu kommt das 3. Ligateam der Frauen und die Oberligamannschaft der Männer, die den Saisonbetrieb 2022/23 komplettierten.
Den TuS-Frauen gelang 2021 der Aufstieg zur 3. Liga, in der sie sich bis zur aktuellen Saison halten konnten. Der bisher größte Erfolg bei den Handballmännern war der Aufstieg in die Oberliga Baden-Württemberg (4. Liga). Auch der Nachwuchs konnte sich beim „Internationalen Biberacher Oster-Turnier (IBOT)“ 2007 erfolgreich durchsetzen und gewann das Turnier in seiner Klasse.

### Erfolge
Frauen
- 2021 Aufstieg in die 3. Liga (Handball)
- Aufstieg Oberliga-Baden-Württemberg (4. Liga)

Männer
- Aufstieg Oberliga-Baden-Württemberg (4. Liga)

Nachwuchs
- Sieger IBOT (Handballturnier) C-Jugend 2007

### Bekannte Spielerinnen
- Svenja Hübner (Bundesligaspielerin)